# 世紀的哭泣
《世紀的哭泣》（英語：And the Band Played On）是一部美國劇情紀錄電視電影，由羅渣·史博狄士活執導，馬修·摩丁及亞倫·艾達等主演，於1993年在HBO台播放，其後於多個西方國家戲院上映。
電影內容改編自藍迪·席爾茲的著作《乐队继续演奏》，以一名於美国疾病控制与预防中心工作的流行病学醫生為中心，帶出愛滋病從發現到找出病毒期間，美國列根政府及其餘各界對此病的態度。
電影在當屆的艾美獎及金球獎上入圍多個獎項，更贏得三個艾美獎。

## 演員表
- 馬修·摩丁 飾 唐·法蘭西斯（英语：Don Francis）醫生
- 亞倫·艾達 飾 羅伯特·加羅醫生
- 伊恩·麥基倫 飾比爾·克勞絲（英语：Bill Kraus）
- 葛蘭·海德麗 飾 Dr. Mary Guinan
- 李察·馬索（英语：Richard Masur） 飾 William Darrow
- Saul Rubinek 飾 Dr. Jim Curran
- 莉莉·湯姆琳 飾 Dr. Selma Dritz
- Jeffrey Nordling 飾 基坦·杜加
- 當奴·盧基 飾 Bobbi Campbell
- 黃榮亮 飾 Kico Govantes
- 派區克·保喬（英语：Patrick Bauchau） 飾 吕克·蒙塔尼耶醫生
- 娜塔莉·芘爾 飾 弗朗索瓦丝·巴尔醫生
- 菲爾·柯林斯 飾 Eddie Papasano
- 史提夫·馬丁 飾 愛滋病患者的兄弟
- 李察·基爾 飾 編舞家
- David Marshall Grant 飾 Dennis Seeley
- Ronald Guttman 飾 Dr. Jean-Claude Chermann
- 安祖莉嘉·侯斯頓 飾 Dr. Betsy Reisz
- 肯·詹金斯（英语：Ken Jenkins） 飾 Dr. Dennis Donohue
- 李察·贊堅斯 飾 Dr. Marc Conant
- 傑奇·卡尤 飾 Dr. Willy Rozenbaum
- Peter McRobbie 飾 Dr. Max Essex
- 查爾斯·馬丁·史密斯 飾 Dr. Harold Jaffe
- David Clennon 飾 Mr. Johnstone
- 斯伍茜·库尔茨 飾 Mrs. Johnstone
- Lawrence Monoson 飾 Chip

## 提名及獲獎
艾美獎
- 獲獎：最佳電視電影、最佳選角、最佳單攝影機短劇或特輯剪接
- 另提名11個獎項

第51屆金球獎
- 提名：最佳電視短劇或電視電影及最佳電視短劇或電視電影男主角（馬修·摩丁）

## 外部連結
- 互联网电影数据库（IMDb）上《世紀的哭泣》的资料（英文）
- AllMovie上《世紀的哭泣》的资料（英文）